# سووبودا (استان بورگاس)
سووبودا (به بلغاری: Svoboda) یک منطقهٔ مسکونی در بلغارستان است که در استان بورگاس واقع شده‌است.